# Phasma marosense
Phasma marosense är en insektsart som beskrevs av Frank H.Hennemann 1998. Phasma marosense ingår i släktet Phasma och familjen Phasmatidae. Inga underarter finns listade i Catalogue of Life.